# Hitmixes
《Hitmixes》（標題顯示風格為全大寫）是美國創作歌手女神卡卡的第二張迷你專輯，於2009年8月25號發行。專輯主要收錄了卡卡的首張專輯 —（2008年）歌曲Remix版，且僅由環球音樂加拿大分部於加拿大發行販售。收錄在《Hitmixes》的歌曲混音由多個音樂人製作，包括早期與卡卡合作過的RedOne以及太空牛仔。專輯主要為1980年代及浩室混音樂風。其中專輯獲得了《卡爾加里先驅報》以及獨立樂雜誌《鳴聲》的正面評價，並於Canadian Albums Chart上排行第8名。

## 背景錄製
於2008年8月29號首次發行她的首張專輯——； 其中專輯釋出了五首單曲：、〈嗯，嗯（无话可说）〉、以及。其中《嗯，嗯（無話可說）》 並沒有發行於北美地區，也沒有收錄於《Hitmixes》的Remix版。則其它四首單曲皆曾於Canadian Hot 100中排行前三。
《Hitmixes》也收錄了專輯的英文同名歌曲〈成名在望 〉Remix版。卡卡的主要製作人RedOne製作了〈舞力全開 〉的Remix版；其他製作人則包含火星機器人、Chew Fu、太空牛仔、白色摩托車以及蓋納·LG。《Hitmixes》以CD的形式於2009年8月25號，並僅由環球唱片加拿大分部於加拿大正式發行。
白色摩托車的〈愛情狗仔 〉以及Glam as You的〈成名在望 〉Remix版明顯受到了1980年代樂風的影響，Chew Fu的〈愛情遊戲〉有著街頭浩室的風格，而太空牛仔的〈撲克臉〉則以浩室樂風為主要特色，並加入了出神音樂及合成器的樂風。 搖滾歌手瑪麗蓮·曼森以及饒舌歌手卡地內·歐福歇爾以客串歌手的身分為專輯貢獻了額外的聲樂。

## 專業評價
由於專輯僅於加拿大發行，《Hitmixes》並沒有獲得太多的專業評價。《卡爾加里先驅報》中表示專輯中多首曲目是「巧妙而頹廢的Remix」。 雜誌《鳴聲》的丹·蘭金在滿分五星平輯中給予專輯3.5顆星的評價，並表示這些歌曲展示了「各種程度上的成功」。其中，蘭金讚美了卡地內·歐福歇爾在RedOne的〈舞力全開 〉中的聲樂表現，並將該曲與Chew Fu的〈愛情遊戲〉街頭浩室版本評選為專輯中最棒的曲目《Hitmixes》首周於《告示牌》Canadian Albums Chart排行第8，並於2009年9月12號再版發行。 隔週，專輯降至第16名，並在最後一周降至第21名。

## 唱片曲目
| Hitmixes | Hitmixes                                    | Hitmixes                        | Hitmixes   | Hitmixes |
| 曲序     | 曲目                                        | 词曲                            | 製作人     | 时长     |
| -------- | ------------------------------------------- | ------------------------------- | ---------- | -------- |
| 1.       | （Chew Fu 街頭浩室版本）（瑪麗蓮·曼森客串） | 女神卡卡、RedOne                | Chew Fu    | 5:20     |
| 2.       | （太空牛仔Remix版）                         | 女神卡卡、RedOne                | 太空牛仔   | 4:53     |
| 3.       | （RedOne Remix）（卡地內·歐福歇爾客串）     | 女神卡卡、RedOne、阿利安·提阿姆 | RedOne     | 4:18     |
| 4.       | （白色摩托車版本）                          | 女神卡卡、羅布·富薩里           | 白色摩托車 | 4:06     |
| 5.       | （Glam as You Remix版）                     | 女神卡卡、馬汀·奇阿斯邦         | 蓋納．LG   | 3:57     |
| 6.       | （火星機器人Remix版）                       | 女神卡卡、RedOne、提阿姆        | 火星機器人 | 4:37     |
| 7.       | （火星機器人Remix版）                       | 女神卡卡、RedOne                | 火星機器人 | 3:12     |
| 总时长： | 总时长：                                    | 总时长：                        | 总时长：   | 30:23    |

## 製作人員
資料源自AllMusic以及專輯內頁。
- 阿肯 – 作曲
- 喬恩·科恩 – 鍵盤樂
- 羅布·富薩里（英语：Rob Fusari） – 作曲
- D·哈里森 – 編制、製作、Remix
- 文森·赫伯特 – 執行製作人、A&R
- 馬汀·奇阿斯邦（英语：Martin Kierszenbaum） – 作曲、Remix、A&R
- 女神卡卡 – 作曲
- 白色摩托車 – 編制、製作、Remix
- 羅伯特·歐頓（英语：Robert Orton (mix engineer)） – 混音
- 賽門·保羅 – 設計
- RedOne – 作曲
- A·史密斯 – 編制、製作、Remix
- 托尼·烏格佛 – 工程

## 排行榜
| 榜單（2009年）                            | 最高名次 |
| ----------------------------------------- | -------- |
| 加拿大（《告示牌》Canadian Albums Chart） | 8        |

## 資料來源
1. ↑  . Amazon.com.   [January 28, 2011]. （原始内容存档于2012-06-07）.
2. ↑  . Billboard.   [July 20, 2010]. （原始内容存档于2015-11-25）.
3. ↑  . Times-Colonist (Postmedia Network). August 27, 2009: C3. Lady Gaga's new release, Hitmixes, is only available in Canada, and includes Just Dance, Poker Face, LoveGame, and Paparazzi
4. ↑  . Amazon.ca.   [January 28, 2011]. （原始内容存档于2012-12-05）.
5. 1 2  Rankin, Dan. . Blare Magazine. August 24, 2009  [2018-12-30]. （原始内容存档于2013-06-12）.
6. ↑  . Calgary Herald (Postmedia Network). August 25, 2009: E2.
7. ↑  Williams, John. . Toronto Sun. October 4, 2009  [January 28, 2011]. （原始内容存档于2012-09-27）.
8. ↑  . Billboard. September 26, 2009  [January 28, 2011].
9. ↑   (CD liner). . Canada: Universal Music. 2009.
10. ↑  . AllMusic.   [January 28, 2011]. （原始内容存档于2016-03-15）.
11. ↑  "Lady Gaga Chart History (Canadian Albums)". Billboard.  Retrieved July 27, 2016.